# 賀来佐賀太郎

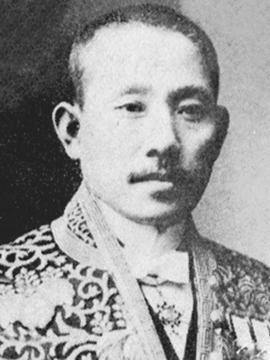
賀来 佐賀太郎

賀来 佐賀太郎（かく さがたろう、1874年1月16日 - 1949年4月6日）は、日本の農商務官僚、実業家。台湾総督府総務長官。

## 経歴
大分県宇佐郡佐田村（現：宇佐市安心院町佐田）で、佐田賀来氏一族の賀来重八郎の長男として生まれ、親戚の賀来熊次郎（本名は惟達、『大神系譜』の著者）の養子となる。第五高等学校を経て、1899年7月、東京帝国大学法科大学法律学科（英法）を卒業。同年8月、農商務省に入り、鉱山局属となる。1900年11月、文官高等試験行政科試験に合格した。東京鉱山監督署で鉱山監督官として勤務。
1903年9月、台湾総督府に転じ、同年10月、民政部通信局庶務課長に就任。以後、兼通信局海事課長、兼通信局電務課長、兼通信局郵務課長、民政部土木局庶務課長、兼土木局土木課長、専売局長などを歴任。1921年7月、総務長官に就任し、1924年9月まで在任。同年11月、ジュネーブ国際阿片会議に政府代表の一人として参加した。
退官後、熱帯産業株式会社社長、南洋企業株式会社社長などを務めた。

## 栄典
- 1924年（大正13年）10月15日 - 正四位[3]

## 著作
- 意見書「支那ノ阿片制度ニ対スル意見」大正5年（「台湾総督府専売局長賀来佐賀太郎提出支那ノ阿片制度ニ対スル意見書ノ件」。アジア歴史資料センター レファレンスコード:A04018110400）
- 「日本帝国の阿片政策」（岡田芳政ほか編『続・現代史資料12　阿片問題』みすず書房、1986年、32 - 50頁）。